# 鮑勃·英格里斯
鮑勃·英格里斯（英語：Bob Inglis；1959年10月11日—）是美国的一位政治人物。在1993年至1999年和2005年至2011年期間，他是南卡羅來納州第4選舉區選出的美國眾議院議員。他的黨籍是共和黨。他出生在喬治亞州薩瓦納。